# Diaparsis baikovae
Diaparsis baikovae là một loài tò vò trong họ Ichneumonidae.